# Nicki Parrott
Nicki Parrott (Newcastle, 1970) è una cantautrice e musicista australiana con cittadinanza statunitense.

## Biografia
Nata a Newcastle, Australia, Nicki Parrott inizia la sua formazione musicale a quattro anni suonando prima il piano e poi in flauto, per passare al contrabbasso a quindici anni.
Dopo il diploma, si trasferisce a Sydney per studiare jazz al conservatorio New South Wales, dove comincia a suonare con musicisti australiani come Mike Nock, Dale Barlow, Paul Grabowsky, Bernie McGann e il gruppo Ten Part Invention. Si esibisce in Australia con i musicisti russi Daniel Kramer e Alexander Fischer e con i trobettisti americani Bobby Shew e Chuck Findley. Continua gli studi con diversi contrabbassisti, quali Ray Brown e John Clayton.
Vince una borsa di studio alla Pan Pacific Music Camps a sedici anni e il primo posto nel 1992 nella Jazz Action Society's Annual Song Competition per il suo brano "Come and Get It", che compare come primo brano del CD d'esordio suo e della sorella Lisa "Awabakal Suite". È anche nominata dalla Australian Young Achievers Award by the Arts Council of Australia, che le garantisce i fondi per studiare a New York con Rufus Reid. Nicki si sposta a New York nel maggio del 1994.
Nel giugno del 2000, Nicki comincia a esibirsi all'Iridium Jazz Club col chitarrista Les Paul. Come membro del Les Paul Trio, lavora fianco a fianco con chitarristi di talento come Paul McCartney, Slash, Steve Miller e Tommy Emmanuel, oltre a un gran numero di altri musicisti.
Nel 2010 il suo album Black Coffee riceve il Disco d'oro dallo Swing Journal's.
Nel 2012, Nicki apre il Fujitsu Concorde Jazz festival dopo la pubblicazione del suo ottavo CD con la Venus "Sakura Sakura".
Nicki ha partecipato ai maggiori festival mondiali inclusi il: Mary Lou Williams Jazz Festival, Newport Jazz Festival, Jazz in July at the 92nd Street Y, Litchfield Jazz Festival, Detroit Jazz Festival, Lionel Hampton Jazz Festival, Newport Beach Jazz Party, Jazz Ascona e Bern Jazz Festival in Svizzera e molti altri. Si è anche esibita più volte a Broadway e in televisione.

## Discografia
Album studio
- 2004 - Awabakal suite
- 2007 - Moon river
- 2007 - Concrete jungle (con Ron Jackson)
- 2007 - People will say we're in love
- 2008 - Fly me to the moon
- 2009 - Do it again
- 2010 - Black coffee
- 2010 - All my friends are here
- 2011 - Can't take my eyes off of you
- 2011 - Like a lover
- 2012 - Winter wonderland
- 2012 - Thank you les
- 2012 - Nicki Parrott & her jazz pirates
- 2012 - Sakura sakura
- 2012 - Summertime
- 2012 - Autumn leaves
- 2013 - It's a good day
- 2013 - The look of love
- 2013 - The last time I saw paris
- 2015 - Two songbirds of a feather
- 2015 - Doris Day tribute
- 2015 - Angel eyes
- 2015 - Strictly Confidential
- 2015 - Sentimental journey
- 2016 - Yesterday Once More - The Carpenters Song Book
- 2016 - From Joplin to Jobim
- 2017 - Dear Blossom
- 2017 - Unforgettable
- 2017 - Close to you - Burt Bacharach Song Book

Album live
- 2012 - Live at the jazz corner

Album raccolta
- 2012 - Fever - The best of Nicki Parrott
- 2014 - The best of venus volume one